# Tachymenis ocellata
Tachymenis ocellata — вид отруйних змій родини полозових (Colubridae). Мешкає в Південній Америці.

## Поширення і екологія
Tachymenis ocellata мешкають в штаті Ріу-Гранді-ду-Сул на півдні Бразилії, в Уругваї, на південному сході Парагваю та в Аргентині. Вони живуть на сухих луках та в пампі. Живляться слимаками. Живородні.